# Ejército de Jalid ibn al-Walid
El Ejército de Jalid ibn al-Walid (árabe:جيش خالد بن الوليد Jaysh Khalid ibn al-Waleed) o Yeish Jalid ibn Al-Walid es un grupo yihadista salafista armado activo en el sur de Siria.  Fue formada por el 21 de mayo de 2016 a raíz de la fusión de la Brigada de los Mártires Yarmouk , el Movimiento Islámico Muthanna y el Ejército de Jihad, todos afiliados con el Estado Islámico de Irak y el Levante. La facción controla una franja de territorio al sureste de los Altos de Golán, y está en conflicto tanto con la Oposición Siria como con el gobierno de Bashar al-Ásad.

## Ideología
Siguen y hacen cumplir fielmente las leyes de la Sharia; en el territorio que controlan las mujeres están obligadas a llevar el Velo islámico, además de cubrir casi por completo el rostro, mientras que los hombres deben llevar el cabello y la barba larga.

### Represión y ejecuciones
Desde 2016, el grupo ha ejecutado a más de 20 personas, la mayoría en la ciudad de Shajara, varias de ellas con el método de la decapitación. El grupo también ha mantenido a los fumadores en jaulas y amputado a las personas por acusaciones de robo.

## Historia
El grupo lleva el nombre de Khalid ibn al-Walid, que dirigió los ejércitos musulmanes en la Batalla de Yarmouk en 636 dC, lo que infligió una fuerte derrota al ejército bizantino y llevó a la conquista musulmana del Levante.
La fecha en el documento que declara el establecimiento del grupo es el 14 de Shaabán de 1437 — de acuerdo al calendario musulmán—, correspondiente al sábado 21 de mayo de 2016 y está firmado por Abu Hashim al-Shami (también conocido como Abu Hashim al-Hamawi), el emir del grupo.
El 14 de agosto de 2016, el Ejército Khalid ibn al-Walid lanzó un gran ataque contra el Ejército de la Conquista en la ciudad de Hawd al-Yarmouk; sin embargo, a pesar de los fuertes combates y las pérdidas de ambos bandos, no hubo el avance esperado.
El 20 de febrero de 2017 lanzaron una ofensiva contra la oposición siria, lográndose la victoria de los primeros.
No fue hasta el 3 de julio de 2018, el grupo se involucro en la ofensiva sur del país después de lanzar ataques a puestos de fuerzas pro-gubertamentales en el oeste de Daraa. Además son los principales sospechosos de una serie de atentados coordinados cerca de As-Suwayda ocurridas el 25 de julio, que mato a más de 315 personas e hirió más de 200.
En septiembre de 2019, el grupo publicó fotos de un oficial de inteligencia del gobierno sirio capturado en Daraa y luego lo ejecutó.
El 5 de noviembre de 2019, combatientes de Wilayat Hawran publicaron fotos después de la muerte del líder de ISIL Abu Bakr al-Baghdadi, prometiendo lealtad a su sucesor Abu Ibrahim al-Hashimi al-Qurashi. el 22 de diciembre de 2019, Wilayat Hawran anunció que sus combatientes lograron matar a 2 soldados rusos en la ciudad de Nawa, Siria.

## Muerte del Emir y otros miembros
El 29 de junio de 2017 se produjo el fallecimiento de siete de los miembros que conformaban el ejército, entre ellos se encuentra el emir de Jaysh Khalid ibn Walid, Abu Hashem Al Rafaei entre otros. Según medios de comunicación el fallecimiento de estos se produjo gracias a un ataque aéreo de aún desconocida procedencia.